# 内森·埃格林顿
内森·埃格林顿（英語：Nathan Eglington，1980年12月2日—），澳大利亚前男子曲棍球运动员。他曾代表澳大利亚国家队参加2004年夏季奥林匹克运动会曲棍球比赛，获得一枚金牌。